# 張源先
張源先（1931年12月29日—2008年10月17日），字宏基，江西貴溪人，為六十三代天師張恩溥堂姪，乃中華民國政府承認，全國道教界公認的嗣漢天師府第六十四代天師。

## 生平
第六十四代天師張源先，祖父張元昶為六十二代天師張元旭之弟，父為張克明，母親為汪氏，有兄姐六位，張天師排名第四。天師性情質樸敦厚，處事端正，道德兼備，世居江西龍虎山。
- 民國三十八年四月初，天師隨胡璉將軍麾下之三谿部隊，經福建、廣東來台。
- 民國五十八年十二月二十五日六十三代天師仙逝，經在台家族會議通過，承繼教主衣缽，五十九年九月二十八日於臺灣首廟天壇啟建天師襲職金籙醮典。
- 民國六十年八月奉命以經理中尉退伍，正式就任中國道教嗣漢六十四代天師教主職位，以總領道教，宏揚教義，推展教務為職志。天師符法精練，筆力剛健，得者甚有徵驗。在位近四十年來參與主持國內外各地宮廟醮典，祈福禳災，造福黎民無數。奏授法籙，闡揚教化，受度者眾。
- 民國九十七年七月三十日，天師召開天師府弘道籌備召集人臨時會議，當眾宣布長女張懿鳳為天師府總監察，並指示由長女張懿鳳發起籌組中國正一道教總會。
- 民國九十七年十月十七日，張天師於凌晨仙逝，終年78歲。
- 民國一百年十月十五日，長女張懿鳳在南投草屯的嗣漢天師府舉辦追思暨襲職大典繼任為六十五代天師，但未被各界及政府承認。

## 著作
張天師於民國六十三年（1974年）著手編撰《歷代張天師傳》，由於部分文獻闕如，經過三年奔波尋覓終於將資料找齊，遂於民國六十六年二月十日編撰初版，參考中央研究院院藏史料與傅勤家所著之《中國道教史》（台灣商務印書館編印）等文獻，蒐集彙整第一代至第六十一代天師生平事蹟，補述六十二代至六十三代天師傳略，藉以弘揚歷代先祖彪炳勳業，永傳後世。在位期間，《歷代張天師傳》一書歷經二十版修訂新增，記錄了許多珍貴史料。

## 記載
民國九十八年十月，國史館印行《國史館現藏民國人物傳記史料彙編  第三十四輯》初版，將六十三代張恩溥天師傳略與六十四代天師張源先教主生平事蹟分別收錄在358頁與367頁。

## 外部連結
- 道教嗣漢天師府 （页面存档备份，存于）
- 六十四代天師 張源先 - 道教嗣漢天師府 （页面存档备份，存于）
- 歷代張天師系譜 - 道教嗣漢天師府 （页面存档备份，存于）
- 國家歷史的見證 - 道教嗣漢天師府 （页面存档备份，存于）